# Dendrophthoe pauciflora
Dendrophthoe pauciflora är en tvåhjärtbladig växtart som beskrevs av Danser. Dendrophthoe pauciflora ingår i släktet Dendrophthoe och familjen Loranthaceae. Inga underarter finns listade i Catalogue of Life.